# ミハイル・ボヤルスキー
ミハイル・セルゲーヴィチ・ボヤルスキー（ロシア語: Михаил Сергеевич Боярский Mikhail Sergeevich Boyarsky、1949年12月26日 - ）は、ソビエト連邦およびロシア連邦の俳優、歌手である。
レニングラード出身。1978年の冒険映画『ダルタニャンと三銃士(1978)』のダルタニャン役によって国民的な人気者になった。80年代より歌手としても活躍。1984年にはソ連功労芸術家、1990年にはソ連人民芸術家の称号を受けた。1988年から2007年まで、自身がサンクトペテルブルクに設立したベネフィス劇場の芸術監督を務めた。
2023年に年齢と健康上の問題のため引退した。

## 生い立ち
ミハイル・ボヤルスキーは、共にコミサルジェフスカヤ劇場の俳優であった両親の元に生まれた。音楽大学付属の音楽学校でピアノを学んだが、両親の期待に反し、レニングラード演劇芸術大学に進学した。在学中にレンソビエト劇場のイーゴリ・ヴラジミロフ監督の講義を聞き、1972年の大学卒業後は彼の劇団に参加することになった。

## キャリア

### 舞台
舞台『罪と罰』(ドストエフスキー原作)の生徒役で舞台デビューしたが、その時は群衆のひとりである生徒を演じたに過ぎなかった。彼に知名度をもたらしたのは、ゲンナジー・グラトコフのミュージカル『吟遊詩人トルバドゥールと彼の友達』のトルバドゥール役である。なお、この舞台で王女役を演じたラリーサ・ルピアンはのちに彼の妻となった。

### 映画・テレビ
初期の映像作品には、映画『橋(1973)』やTV映画『麦わら帽子(1974)』などがあるが、TV映画『長男(1975)』のシルヴァ役によって広く知られるようになった。70年代は表現力あふれる美声を活かしたミュージカル映画への出演が多く、『狼と七匹の子山羊』の原型となるおとぎ話が題材の映画『ママ(1976)』のオオカミ役やロペ・デ・ベガの戯曲が原作のTV映画『農場の番犬(1977)』の美男子テオドロ役が好評を博した。
最大の出世作は、TV映画『ダルタニャンと三銃士(1978)』(ゲオルギー・ユングヴァルド＝ヒルケヴィチ制作)である。ルイ13世の治世下、銃士になる夢を抱いて田舎からパリに上京してきた明るく勇敢な主人公ダルタニャンを天真爛漫に演じ、トップスターに躍り出た。この作品は三部構成からなるミュージカルで、ストーリーはデュマ原作のダルタニャン物語のうち第一部『三銃士』にあたる。本作および劇中歌は、今もなお、ソビエト時代の古典としてロシア国民に親しまれている。
『三銃士』の成功以降も、現在に至るまで第一線で活躍し続けている。他の主な映像作品に『軽騎兵の求婚(1979)』、『少尉候補生よ、進め！(1987)』、『ドン・セザール・デ・バザン(1989)』、『ビバ！少尉候補生(1991)』、『カプチーノ街から来た人(1987)』、『タルチュフ(1992)』、『白痴(2003)』、『隊長ブーリバ(2009)』、『名探偵シャーロック・ホームズ(2013)』などがある。

### 声の出演
声の出演も精力的に行う。特に、70年代後半から80年代にかけて、国産の良質なアニメ音楽劇へ多数出演した。代表作は『空飛ぶ船(1979)』主人公ヴァーニャ役、1981年のスペイン国際映画祭受賞作品『青い子犬(1976)』海賊役、『青い青い髭(1979)』探偵および青髭役、『引き裂かれたもの達(1980)』の語り(歌)など。実写だけでなく声の出演においても、アリーサ・フレインドリフ、アンドレイ・ミローノフといった同時代の俳優・歌手と共演し、伸びやかな歌声を披露している。
近年の仕事には、『オープン・シーズン(2006)』ショー役、『ヒックとドラゴン(2010-)』ゲップ役といった外国アニメのロシア語版吹替えがある。国産アニメでは、『オズの魔法使い』の翻案である『エメラルドの都の魔法使い』が原作の『エメラルドの都の冒険(1999-)』臆病ライオン役、『イヴァン王子と灰色狼(2011-)』キャット役など。

### 歌手
歌手としても多数のヒット曲を持ち、幅広いジャンルの楽曲を600曲以上書いている。主な楽曲は、最大のヒット曲『すべては過ぎ去っていく／Всё пройдёт』をはじめ、『緑の目のタクシー／Зеленоглазое такси』『ありがとう いとしい人／Спасибо, родная!』『街の花／Городские цветы』『紅葉／Листья жгут』など。彼が歌う『農場の番犬(1977)』『ダルタニャンと三銃士(1978)』『虹より高く(1986)』の劇中歌も有名である。

## 人物
- サンクトペテルブルク中心部に在住。
- 妻ラリーサ・ルピアンとの間に、息子セルゲイ(1979年生)と娘エリザヴェータ(1985年生)の二人の子供がいる。
- 黒い服とつばの広がった帽子が定番スタイルで、長年変えていない[3][4]。
- ビートルズとFCゼニト・サンクトペテルブルクのファンである。好きな本は哲学書。好きな俳優はヴラジーミル・ヴィソツキー、アンドレイ・ミローノフ、オレグ・エフレモフ、オレグ・タバコフ（ロシア語版、英語版）[5]、ロバート・デ・ニーロ、アル・パチーノ。好きな映画は『ゴッドファーザー(1972-)』『アレクサンドル・ネフスキー(1938)』『出会いの場所を変えることはできない／Место встречи изменить нельзя(1979)』。[6]
- 娘のエリザヴェータ・ボヤルスカヤ（英語版）も著名な女優である。代表作は映画『提督の戦艦(2008)』など。父ボヤルスキーがレストレード警部を演じる『名探偵シャーロック・ホームズ(2013)』第1話にゲスト出演した。2017年にはマールイ劇場による舞台公演『たくらみと恋』(シラーの戯曲)で初来日し、ヒロインを演じた。[7]
- 2022年2月に始まったロシアのウクライナ侵攻を支持した。

## 受賞
- 1984年　ロシア功労芸術家(заслуженный артист РСФСР)
- 1990年　ソ連人民芸術家(народный артист РСФСР)
- 2001年　"The Order of Friendship"　-文化及び芸術の分野における長年の有益な活動、人民同士の友情と協力の強化への多大なる貢献に対して
- 2002年　"The Order of Friendship"　-プーチン大統領の「友好勲章」[8]
- 2003年　サンクトペテルブルク300周年記念メダル
- 2009年　「祖国に対する功績」への勲章4等　-祖国の舞台及び映画芸術の発展における大きな貢献に対して
- 2011年　"The Order of Honour"(モルドバ)[9]

## 主な出演

### 映画・TVシリーズ[10]
| 年   | 日本語題／原題                                                            | 役名                                             | 備考 |
| ---- | ------------------------------------------------------------------------- | ------------------------------------------------ | --- |
| 1973 | 橋／Мосты                                                                 | ギツ役                                           | |
| 1973 | マーシャとビーチャの新年の冒険／Новогодние приключения Маши и Вити        | 野良猫マトヴェイ役                               | |
| 1974 | 麦わら帽子(映画)／Соломенная шляпка                                       | ニランディ役、イタリアのテノール歌手             | アンドレイ・ミローノフ主演。                                                                                           |
| 1975 | 魅惑的な幸福の星／Звезда пленительного счастья                            | デカブリスト（12月党員）ヤクボヴィチ役           | |
| 1975 | 長男／Старший сын                                                         | シルヴァ役                                       | エフゲニー・レオーノフ主演。ニコライ・カラーチェンツォフと共演。                                                       |
| 1977 | イヴァンの馬鹿が奇跡を求めて旅に出た／Как Иванушка-дурачок за чудом ходил | 馬盗人ヒョードル役                               | |
| 1977 | ママ／Мама                                                                | オオカミ役                                       | |
| 1977 | 農場の番犬／Собака на сене                                                | テオドロ役                                       | |
| 1978 | 夢はまだ凪ぐことなく／Пока безумствует мечта                              | ジャガー役、アメリカのパイロット                 | |
| 1978 | ダルタニャンと三銃士／ д’Артаньян и три мушкетёра                         | ダルタニャン役                                   | デュマのダルタニャン物語が原作。第一部『三銃士』にあたる。                                                             |
| 1979 | 軽騎兵の求婚／Сватовство гусара                                           | ナリモフ役                                       | |
| 1984 | 長くつ下のピッピ／ Пеппи Длинныйчулок                                     | エフライム・ロングストッキング船長役、ピッピの父 | |
| 1986 | 虹より高く／Выше Радуги                                                   | ホテルの支配人役                                 | |
| 1987 | 少尉候補生よ、進め！／Гардемарины, вперёд!                                | 騎士ブリリイ役                                   | |
| 1987 | カプチーノ街から来た人／Человек с бульвара Капуцинов                      | ブラック・ジャック役                             | アーラ・スリコワ監督、アンドレイ・ミローノフ主演の西部劇ミュージカルコメディ。日本でも1991年に公開された。(未ソフト化) |
| 1988 | シャトー・ディフの囚人／Узник замка Иф                                    | モルセール伯爵役                                 | シャトー・ディフの囚人とはモンテ・クリスト伯のこと。                                                                   |
| 1989 | ドン・セザール・デ・バザン／Дон Сезар де Базан                            | ドン・セザール・デ・バザン役                     | |
| 1991 | ビバ！少尉候補生／Виват, гардемарины!                                     | 騎士ブリリイ役                                   | |
| 1991 | 気の狂れた／Чокнутые                                                      | ニコライ一世役                                   | |
| 1992 | 二十年後／Мушкетёры двадцать лет спустя                                   | ダルタニャン役                                   | デュマのダルタニャン物語が原作。第二部『二十年後』にあたる。                                                           |
| 1992 | タルチュフ／Тартюф                                                        | タルチュフ役                                     | モリエールの戯曲『タルチュフ:あるいはペテン師』が原作。                                                                |
| 1993 | 三十年後／Тайна королевы Анны, или Мушкетёры тридцать лет спустя          | ダルタニャン役                                   | デュマのダルタニャン物語が原作。第三部『ブラジュロンヌ子爵』にあたる。                                                 |
| 1995 | 砂糖の中のつるこけもも／Клюква в сахаре                                   | アレクセイ・メシェリャコフ役                     | |
| 1996 | 王妃マルゴ／Королева Марго                                                | モルヴェリ役                                     | |
| 1998 | 待合室／Зал ожидания                                                      | ヴィクトル・セレズニョフ役                       | |
| 2003 | 白痴／Идиот                                                               | ケルレル役                                       | ドストエフスキーの同名小説が原作。ウラジーミル・ボルトコ監督、エフゲニー・ミローノフ主演。日本版DVDあり。              |
| 2009 | 銃士の帰還／Возвращение мушкетёров, или Сокровища кардинала Мазарини      | ダルタニャン役                                   | |
| 2009 | 隊長ブーリバ(映画)／Тарас Бульба                                          | モシー・シーロ役                                 | ゴーゴリの同名小説が原作。                                                                                             |
| 2009 | カプチーノ街から来た人2／Человек с бульвара КапуциноК                     | ブラック・ジャック役                             | |
| 2013 | 名探偵シャーロック・ホームズ／Шерлок Холмс                                | レストレード警部役                               | アンドレイ・カヴン監督、アンドレイ・パニン主演。AXNミステリーにて字幕版放送。日本では未ソフト化。                      |
| 2015 | 最高の日／Самый лучший день                                               | ゲンナージー・ヴァシュチン役                     | |
| 2016 | 黒猫／Чёрная кошка                                                        | イーゴリ・アルカジェヴィチ・ガラーニン役         | |